# 赫罗别亭站
赫罗别亭站是一座布拉格地铁B线的地铁站。此站站名背景是附近同名的城市分区。